# 凯尔茜·史密斯
凯尔茜·史密斯（英語：Kelsey Smith，1994年8月11日—），新西兰女子曲棍球运动员。她曾代表新西兰参加2018年英联邦运动会曲棍球比赛，获得一枚金牌。她也曾参加2016年和2020年夏季奥林匹克运动会。